# Präsidentschaftswahl in Benin 1991
Die Präsidentschaftswahl in Benin 1991 fand am 10. März (erster Wahlgang) und am 24. März (Stichwahl). Es war die ersten Präsidentschaftswahl im westafrikanischen Staat Benin seit 1970 und – nach einem Verfassungsreferendum im Vorjahr – die erste freie Wahl, seit der Machtergreifung und Einführung eines marxistisch-leninistischen Einparteiensystems durch Mathieu Kérékou 1972.
Im ersten Wahlgang konnte keiner der Kandidaten die notwendige Mehrheit der Stimmen erringen. Im zweiten Wahlgang traten nur noch die beiden bestplatzierten, Nicéphore Soglo und Ex-Diktator Mathieu Kérékou, gegeneinander an. Während Kérékou seinen Stimmenanteil nur um wenige Prozent erhöhen konnte, verdoppelte Soglo seinen Stimmenanteil gegenüber der ersten Runde nahezu und war klarer Sieger mit mehr als zwei Drittel aller abgegebenen Stimmen. Die Wahlbeteiligung lag bei 56,3 % in der ersten Runde und noch einmal deutlich gesteigerten 64,1 % in der zweiten Runde.
Diese Wahlen waren die ersten im frankophonen Afrika, bei denen ein Oppositionskandidat in freier Wahl einen regierenden Präsidenten ablöste. Mathieu Kérékou war auch der erste westafrikanische Machthaber, der nach einer verlorenen Wahl die eigene Niederlage einräumte.

## Ergebnisse
| Kandidaten                         | Parteien                                                               | 1. Wahlgang | 1. Wahlgang | 2. Wahlgang | 2. Wahlgang |
| Kandidaten                         | Parteien                                                               | Stimmen     | %           | Stimmen     | %           |
| ---------------------------------- | ---------------------------------------------------------------------- | ----------- | ----------- | ----------- | ----------- |
| Nicéphore Soglo                    | Union pour le triomphe du renouveau démocratique                       | 415.262     | 36,3        | 881.205     | 67,5        |
| Mathieu Kérékou                    | Parteilos                                                              | 310.978     | 27,2        | 423.501     | 32,5        |
| Albert Tevoedjre                   | Notre cause commune                                                    | 162.498     | 14,2        |             |             |
| Bruno Amoussou                     | Parti social-démocrate                                                 | 65.999      | 5,8         |             |             |
| Adrien Houngbédji                  | Parti du renouveau démocratique                                        | 51.888      | 4,5         |             |             |
| Moise Mensah                       | Parteilos                                                              | 39.250      | 3,4         |             |             |
| Sévérin Adjovi                     | Rassemblement des démocrates libéraux pour la reconstruction nationale | 29.854      | 2,6         |             |             |
| Bertin Borna                       | Parteilos                                                              | 18.484      | 1,6         |             |             |
| Idelphonse Lemon                   | Parteilos                                                              | 11.297      | 1,0         |             |             |
| Assani Fasassi                     | Parteilos                                                              | 10.334      | 0,9         |             |             |
| Gatien Houngbédji                  | Union démocratique pour le développement économique et social          | 10.210      | 0,9         |             |             |
| Robert Dossou                      | Alliance pour la social-démocratie                                     | 9.551       | 0,8         |             |             |
| Thomas Goudou                      | Bâtisseurs et gestionnaires de la liberté et de la démocratie          | 8.008       | 0,7         |             |             |
| Gesamt                             | Gesamt                                                                 | 1.143.613   | 100         | 1.304.706   | 100         |
|                                    |                                                                        |             |             |             |             |
| Ungültige Stimmen                  | Ungültige Stimmen                                                      | 18.902      | 1,6         | 10.417      | 0,8         |
| Wähler                             | Wähler                                                                 | 1.162.515   | 56,3        | 1.315.123   | 64,1        |
| Wahlberechtigte                    | Wahlberechtigte                                                        | 2.064.311   |             | 2.052.638   |             |
|                                    |                                                                        |             |             |             |             |
| Quelle: African Elections Database |                                                                        |             |             |             |             |